# Olympische Sommerspiele 2008/Teilnehmer (Guinea)
| Gelbes Symbol für Goldmedaillen mit stilisierten Olympischen Ringen | Graues Symbol für Silbermedaillen mit stilisierten Olympischen Ringen | Braundes Symbol für Bronzemedaillen mit stilisierten Olympischen Ringen |
| ------------------------------------------------------------------- | --------------------------------------------------------------------- | ----------------------------------------------------------------------- |
| —                                                                   | —                                                                     | —                                                                       |

Guinea war mit der Teilnahme an den Olympischen Sommerspielen 2008 in Peking insgesamt zum 9. Mal bei Olympischen Spielen vertreten. Die erste Teilnahme war 1968.

## Leichtathletik
| Disziplin        | Männer              | Frauen          |
| ---------------- | ------------------- | --------------- |
| 110 Meter Hürden |                     | Fatmata Fofanah |
| 200 Meter Lauf   | Nabie Foday Fofanah |                 |
| 800-Meter-Lauf   |                     | Kensa Sylla     |

## Schwimmen
| Disziplin         | Männer        | Frauen      |
| ----------------- | ------------- | ----------- |
| 50 Meter Freistil | Mamadou Cisse | Djene Barry |

## Taekwondo
- Mariama Dalanda Barry
Frauen, Klasse bis 67 kg